# 沖縄県立石川高等学校
沖縄県立石川高等学校（おきなわけんりついしかわこうとうがっこう）は、沖縄県うるま市石川伊波にある県立高等学校。

## 沿革
- 1945年7月30日 - 石川学園として開校。
- 1948年4月1日 - 学制改革により新制高等学校となる。
- 1963年4月1日 - 一般職業科を商業科に転科。
- 1972年5月15日 - 沖縄返還により沖縄県立石川高等学校となる。
- 1975年8月 - 野球部が甲子園へ初出場、返還後の県勢初勝利を挙げる。
- 1979年3月31日 - 商業科を閉科。
- 1980年3月31日 - 定時制課程を閉課。
- 1989年8月 - 野球部が甲子園へ二度目の出場。
- 1993年3月1日 - 家政科を閉科。

## 著名な卒業生
- 宮城篤実（嘉手納町長）
- 上原直彦（プロデューサー）
- 糸数勝彦（元プロ野球選手）
- 石川研（元プロサッカー選手）
- 伊波大志（アナウンサー）
- The Blue Sky Kick's（インディーズバンド）
- 菅澤紀行（バスケットボール選手）
- 屋宜ベンジャミンレイ（ラグビー選手）
- 屋良朝春（画家）
- 徳元幸人（元バレーボール選手）
- 我那覇せいら（歌手）
- 加藤あかり（女子ラグビー選手）
- タイシンガーブランドン大河（プロ野球選手）

## 交通
- 沖縄バス （石川－読谷線）石川高校前バス停下車